# Покрайна
Покра́йна (болг. Покрайна) — село у Видинській області Болгарії. Входить до складу общини Видин.

## Населення
За даними перепису населення 2011 року у селі проживали 1288 осіб.
Національний склад населення села:
| Національність   | Кількість осіб | Відсоток |
| ---------------- | -------------- | -------- |
| болгари          | 1241           | 97,6%    |
| цигани           | 24             | 1,9%     |
| інша             | 6              | 0,5%     |
| Всього відповіли | 1272           |          |

Розподіл населення за віком у 2011 році:
Динаміка населення: